# 庄屋

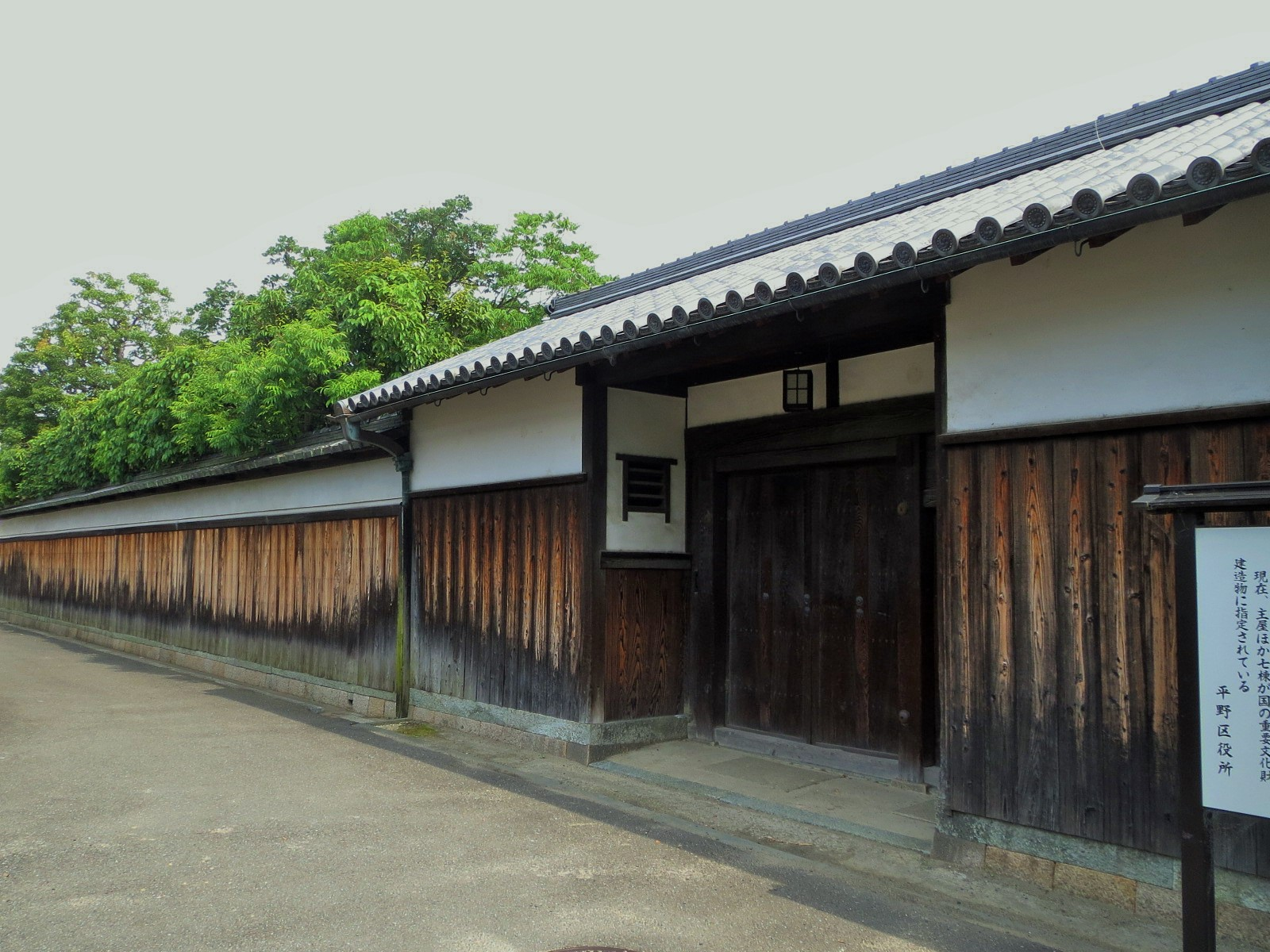
在江户时代，豪农奥田家一直担任河内国涉川郡鞍作村的庄屋，并兼任周围十个村庄的庄屋总代，奥田家住宅 (大阪市)位于大阪市。

庄屋（日语：／），又称名主、肝煎，是日本江户时代的村役人，属于地方三役之一，在郡代或代官的管理下负责村政，担任村庄的首长。这些称呼均源自中世纪的传统，“庄屋”意为“庄园的屋敷”。一般而言，“庄屋”之称主要用于关西地区，“名主”之称用于关东地区，而“肝煎”则多见于东北和北陆地区。庄屋大多比武士更为富裕，居住在宽敞的宅邸中，拥有大片农田。此外，由于他们负责文书工作，因此也是村庄的代表性知识分子。江户时代担任庄屋的家族往往是名门望族，其中不少家族的祖先是战国武将的有力家臣，进入江户时代后他们成为庄屋的情况相当常见。